# Nati nel 1710
| Questa pagina contiene informazioni ricavate automaticamente dalle voci biografiche con l'ausilio del template Bio e di un bot. L'aggiornamento è periodico e automatico e ricostruisce completamente la pagina. Se manca una persona in questa lista, sei pregato di non aggiungerla, ma accertati piuttosto che la sua voce biografica contenga il template Bio e che i dati anagrafici siano correttamente compilati. Se il template Bio manca, inseriscilo tu stesso o, in alternativa, metti l'avviso {{tmp\|Bio}} che ne segnala la mancanza. Se i dati riportati sono sbagliati, correggi direttamente la voce biografica; le modifiche saranno visibili in questa lista entro pochi giorni. Per chiarimenti vedi il progetto biografie. La lista contiene solo le 150 persone che sono citate nell'enciclopedia e per le quali è stato implementato correttamente il template Bio. Pagina aggiornata al 10 lug 2025. |

## Gennaio(9)
- 3 gennaio - Richard Gridley, militare statunitense († 1796)
- 4 gennaio - Giovanni Battista Pergolesi, compositore, organista e violinista italiano († 1736)
- 4 gennaio - Sofia Cristiana Luisa di Brandeburgo-Bayreuth, principessa tedesca († 1739)
- 7 gennaio - Josef Antonín Sehling, compositore ceco († 1756)
- 20 gennaio - Giuseppe Fantastici, pittore italiano († 1782)
- 22 gennaio - Jean-Nicolas Jadot, architetto francese († 1761)
- 23 gennaio - Giuseppe Davia, ingegnere militare e matematico italiano († 1791)
- 28 gennaio - Jean-Martial Frédou, pittore, disegnatore e incisore francese († 1795)
- 30 gennaio - Raimondo di Sangro, esoterista, inventore e anatomista italiano († 1771)

## Febbraio(2)
- 6 febbraio - Sofia Cristina di Anhalt-Bernburg-Schaumburg-Hoym, nobile († 1784)
- 15 febbraio - Luigi XV di Francia, re francese († 1774)

## Marzo(3)
- 10 marzo - Francesca Manzoni, poetessa italiana († 1743)
- 12 marzo - Thomas Arne, compositore britannico († 1778)
- 27 marzo - Giuseppe Clemente Dall'Abaco, musicista italiano († 1805)

## Aprile(12)
- 4 aprile - Agostino Chigi della Rovere, III principe di Farnese, principe italiano († 1769)
- 5 aprile - Semën Kirillovič Naryškin, ambasciatore russo († 1775)
- 9 aprile - György Klimó, vescovo cattolico ungherese († 1777)
- 12 aprile - Caffarelli, cantante castrato italiano († 1783)
- 13 aprile - Jonathan Carver, esploratore statunitense († 1780)
- 13 aprile - Giuseppe Antonio Maria Torricelli, pittore svizzero († 1808)
- 15 aprile - Marie Camargo, danzatrice francese († 1770)
- 15 aprile - William Cullen, medico e chimico scozzese († 1790)
- 17 aprile - Johann Martin Chladenius, teologo e storico tedesco († 1759)
- 21 aprile - Francesco Foschi, pittore italiano († 1780)
- 25 aprile - James Ferguson, astronomo scozzese († 1776)
- 26 aprile - Thomas Reid, filosofo scozzese († 1796)

## Maggio(13)
- 3 maggio - Marcantonio Lombardi, vescovo cattolico italiano († 1782)
- 5 maggio - Francesco Parisi, letterato e presbitero italiano († 1794)
- 6 maggio - Richard Bland, avvocato e politico britannico († 1776)
- 6 maggio - Giuseppe Peroni, religioso e pittore italiano († 1776)
- 8 maggio - Peter Anton von Verschaffelt, scultore fiammingo († 1793)
- 10 maggio - François Bonamy, botanico e medico francese († 1786)
- 10 maggio - Carlo Gagliardi, vescovo cattolico italiano († 1778)
- 14 maggio - Adolfo Federico di Svezia, sovrano († 1771)
- 16 maggio - Lorenzo Peracino, pittore italiano († 1789)
- 18 maggio - Johann II Bernoulli, matematico svizzero († 1790)
- 21 maggio - Thomas Thynne, II visconte Weymouth, politico inglese († 1751)
- 22 maggio - Tommaso Moncada, nobile e patriarca cattolico italiano († 1762)
- 23 maggio - François Gaspard Balthazar Adam, scultore francese († 1761)

## Giugno(5)
- 10 giugno - James Short, matematico e ottico scozzese († 1768)
- 14 giugno - Francesco Tassi, storico dell'arte italiano († 1782)
- 16 giugno - Giovanni Maria Della Torre, scienziato, fisico e naturalista italiano († 1782)
- 20 giugno - Benedetto Latilla, abate, arcivescovo cattolico e teologo italiano († 1767)
- 21 giugno - Serafino Brancone, arcivescovo cattolico italiano († 1774)

## Luglio(6)
- 4 luglio - Thomas Hay, politico scozzese († 1787)
- 6 luglio - Girolamo Grimaldi, diplomatico e politico italiano († 1789)
- 18 luglio - John Cruger, Jr., politico statunitense († 1791)
- 28 luglio - Johann Caspar Goethe, giurista e scrittore tedesco († 1782)
- 30 luglio - Ignaz Franz Wörle, organaro austriaco († 1778)
- 31 luglio - Diana Spencer, nobile britannica († 1735)

## Agosto(5)
- 10 agosto - Luisa Dorotea di Sassonia-Meiningen, duchessa († 1767)
- 13 agosto - William Heberden, medico e patologo inglese († 1801)
- 20 agosto - Thomas Simpson, matematico britannico († 1761)
- 20 agosto - Giuseppe Vignoli, vescovo cattolico italiano († 1782)
- 27 agosto - Giuseppe Vasi, incisore e architetto italiano († 1782)

## Settembre(10)
- 3 settembre - Abraham Trembley, naturalista e zoologo svizzero († 1784)
- 4 settembre - Miklós Pálffy de Erdőd, nobile e politico ungherese († 1773)
- 10 settembre - Adam Gottlob Moltke, diplomatico danese († 1792)
- 11 settembre - Luigi Federico di Sassonia-Hildburghausen, principe e generale († 1759)
- 22 settembre - Georg Matthias Bose, scienziato tedesco († 1761)
- 25 settembre - Augustin Ehrensvärd, generale, architetto e artista svedese († 1772)
- 27 settembre - Giuseppe Ignazio Corte, politico italiano († 1794)
- 27 settembre - Hatice Sultan, principessa ottomana († 1738)
- 29 settembre - Pompilio Maria Pirrotti, religioso italiano († 1766)
- 30 settembre - John Russell, IV duca di Bedford, politico britannico († 1771)

## Ottobre(9)
- 12 ottobre - Jonathan Trumbull, politico statunitense († 1785)
- 15 ottobre - Ferenc Barkóczy, arcivescovo cattolico ungherese († 1765)
- 15 ottobre - Jean-Sébastien de Barral, vescovo cattolico francese († 1773)
- 15 ottobre - Matteo La Manna, presbitero, missionario e gesuita italiano († 1772)
- 16 ottobre - Andreas Hadik von Futak, condottiero ungherese († 1790)
- 22 ottobre - Anne-Marie du Boccage, scrittrice, poetessa e drammaturga francese († 1802)
- 23 ottobre - Amalia di Nassau-Dietz, nobile tedesca († 1777)
- 24 ottobre - Alban Butler, presbitero, teologo e biografo inglese († 1773)
- 27 ottobre - Gaspero Bruschi, scultore italiano († 1780)

## Novembre(9)
- 1º novembre - Baldassarre Cenci, cardinale italiano († 1763)
- 2 novembre - Andrea Negroni, cardinale italiano († 1789)
- 7 novembre - Michelangelo Vella, compositore e organista maltese († 1792)
- 13 novembre - Charles Simon Favart, compositore e poeta francese († 1792)
- 19 novembre - Giovanni Andrea Lazzarini, pittore e poeta italiano († 1801)
- 21 novembre - Paolo Renier, politico e diplomatico italiano († 1789)
- 22 novembre - Wilhelm Friedemann Bach, compositore e organista tedesco († 1784)
- 23 novembre - Paolo Maria Paciaudi, religioso, archeologo e bibliotecario italiano († 1785)
- 27 novembre - Robert Lowth, vescovo anglicano e scrittore inglese († 1787)

## Dicembre(4)
- 1º dicembre - Michele Marieschi, pittore, incisore e scenografo italiano († 1744)
- 2 dicembre - Carlo Bertinazzi, attore teatrale italiano († 1783)
- 5 dicembre - Nicola Porta, pittore italiano († 1784)
- 10 dicembre - Renato III Borromeo Arese, nobile e naturalista italiano († 1778)

## Senza giorno specificato(63)
- Ahmed bin Sa'id, sovrano omanita († 1783)
- Domenico Alberti, compositore, clavicembalista e cantante italiano († 1740)
- Bernardo Aliprandi, compositore e violoncellista italiano († 1792)
- Christophe-Gabriel Allegrain, scultore francese († 1795)
- Jean-Robert Ango, pittore francese († 1773)
- Casto Innocenzio Ansaldi, teologo italiano († 1780)
- Caterina Aschieri, cantante italiana
- Giuseppe Luigi Assemani, presbitero, teologo e orientalista libanese († 1782)
- Antonio Aurisicchio, compositore italiano († 1781)
- Ferdinando Bassi, botanico italiano († 1774)
- Vincenzo Belli, orafo italiano († 1787)
- Francesca Bertolli, contralto italiana († 1767)
- Castruccio Bonamici, letterato italiano († 1761)
- Antonio Bonetti, pittore italiano († 1787)
- Jean-Baptiste Boudard, scultore francese († 1768)
- Francesco Casini, archivista italiano († 1777)
- Ambroise-Nicolas Cousinet, orafo e scultore francese († 1788)
- Cesare D'Arbes, attore teatrale italiano († 1778)
- Dilhayat Kalfa, musicista, compositrice e cantante ottomana († 1780)
- Charles Dollé, compositore e gambista francese († 1755)
- Lawrence Dundas, I baronetto, politico scozzese († 1781)
- Pietro Duranti, pittore italiano
- Marcello Durazzo, doge († 1791)
- Georg Franz Ebenhech, scultore e intagliatore tedesco († 1757)
- John Ellis, naturalista, mercante e botanico britannico († 1776)
- Mikhail Boutros Fadel, patriarca cattolico libanese († 1795)
- Gian Pietro Gaffori, patriota e medico italiano († 1753)
- Francesco Golinetti, attore teatrale italiano († 1767)
- Louis Guillouet d'Orvilliers, ammiraglio francese († 1792)
- Anton Joseph Hampel, cornista e compositore tedesco († 1771)
- Franz Hilverding, coreografo e ballerino austriaco († 1768)
- Jean Hupeau, architetto e ingegnere francese († 1763)
- William Kerr, IV marchese di Lothian, nobile, politico e ufficiale scozzese († 1775)
- José Luzán, pittore spagnolo († 1785)
- Pierre Maillard, presbitero, linguista e patriota francese († 1762)
- Moses Margolies, rabbino e religioso lituano († 1780)
- Jacques Marquet, architetto francese († 1782)
- Francesco Antonio Mayerle, pittore boemo († 1782)
- Michael Balthasar von Christalnigg, presbitero austriaco († 1768)
- Paolo Monaldi, pittore italiano
- Robert Montagu, III duca di Manchester, nobile e politico inglese († 1762)
- Corbyn Morris, matematico britannico († 1779)
- Muhammad III del Marocco, sultano marocchino († 1790)
- Domenico Oranges, pittore italiano († 1788)
- Tat'jana Fedorovna Prončiščeva, esploratrice russa († 1736)
- Amschel Moses Rothschild, mercante tedesco († 1755)
- Felice Sabatelli, astronomo e matematico italiano († 1786)
- Giulio Sacchetti, III marchese di Castelromano, nobile italiano († 1782)
- Giuseppe Santarelli, cantante castrato, compositore e direttore di coro italiano († 1790)
- Ahaya Secoffee, condottiero nativo americano († 1783)
- Nicola Sorricchio, storico e archeologo italiano († 1785)
- Aleksandr Ivanovič Šuvalov, politico russo († 1771)
- Carl'Antonio Tanzi, poeta italiano († 1762)
- Giuseppe Tresca, pittore italiano († 1795)
- Tsukioka Settei, pittore e incisore giapponese († 1786)
- Jean Valade, pittore francese († 1787)
- Charles Wyndham, II conte di Egremont, politico inglese († 1763)
- Muhammad I al-Rashid, tunisino († 1759)
- Jean-Baptiste de La Chapelle, matematico, enciclopedista e inventore francese († 1792)
- João de Loureiro, religioso portoghese († 1791)
- Louise Julie de Mailly, francese († 1751)
- Josep Galceran III de Pinós-Santcliment, scrittore spagnolo († 1785)
- Elisabetta Sofia di Lorena, nobile francese († 1740)